# Lệ Mỹ
Lệ Mỹ là một xã thuộc huyện Phù Ninh, tỉnh Phú Thọ, Việt Nam. Xã này được tách ra từ xã Phú Mỹ từ ngày 19 tháng 1 năm 2009 theo Nghị định số 05/NĐ-CP của Chính phủ Việt Nam.. Xã Lệ Mỹ có 770,71 ha diện tích tự nhiên và 3.618 người.

## Vị trí
Phía đông giáp huyện Sơn Dương, tỉnh Tuyên Quang; phía tây giáp xã Liên Hoa, huyện Phù Ninh; phía nam giáp xã Trị Quận, xã Trung Giáp; phía bắc giáp xã Phú Mỹ, huyện Phù Ninh.